# Jîrkivka, Mașivka
Jîrkivka (în ucraineană Жирківка) este un sat în comuna Mîhailivka din raionul Mașivka, regiunea Poltava, Ucraina.

## Demografie
Componența lingvistică a localității Jîrkivka
     Ucraineană (99,08%)
     Alte limbi (0,92%)
Conform recensământului din 2001, majoritatea populației localității Jîrkivka era vorbitoare de ucraineană (99,08%), existând în minoritate și vorbitori de alte limbi.